# Norman Angell
Ralph Norman Angell Lane (Holbeach, 26 de diciembre de 1872-Croydon, 7 de octubre de 1967) fue un escritor y político británico.
Fue uno de los seis hijos del matrimonio entre Thomas Angell Lane y Mary Brittain. Estudió en el Lycée de St. Omer y en la Universidad de Ginebra. A la edad de 17 años se trasladó a los Estados Unidos y pasó siete años trabajando en California, donde comenzó a ejercer el periodismo. En 1898 volvió a Inglaterra por un lapso breve, y luego se trasladó a París. Entre 1905 y 1912, fue el editor en París del periódico Daily Mail. De vuelta nuevamente a Inglaterra, se unió al Partido Laborista en 1920, y fue miembro del Parlamento Británico de 1929 a 1931.
Trabajó en el consejo del Real Instituto de Asuntos Internacionales, fue miembro ejecutivo en el Comité Mundial contra la Guerra y el Fascismo, miembro del comité ejecutivo de la Sociedad de Naciones y presidente de la Asociación Abisinia. Fue nombrado caballero en 1931.
Fue galardonado con el premio Nobel de la Paz en 1933.

## Obras
- Patriotism under Three Flags: A Plea for Rationalism in Politics (1903)
- Europe's Optical Illusion (1909) (also: The Great Illusion)
- The Fruits of Victory (1921)
- The Money Game (1928)
- The Unseen Assassins (1932)
- The Menace to Our National Defence (1934)
- Peace with the Dictators? (1938)
- The Steep Places (1947)
- After All (1951)

- Datos: Q272224
- Multimedia: Norman Angell / Q272224